# Tanizakiho cena
Tanizakiho cena je litarární cena každoročně udělovaná nejlepším autorům v oblasti japonské fikce. Je pojmenována po spisovateli Džun'ičiróvi Tanizakim, a uděluje se od roku jeho smrti, 1965. Laureát obdrží kromě pamětní plakety také 1 milion jenů.